# Deborah Harkness
Deborah Harkness (Filadelfia, 5 aprile 1965) è una scrittrice e storica statunitense, nota come autrice della All Souls Trilogy, composta dal best seller Il libro della vita e della morte e i suoi seguiti L'ombra della notte e Il bacio delle tenebre.

## Biografia
Nata nel 1965, ha vissuto vicino a Filadelfia, Pennsylvania. Figlia di padre americano e madre inglese, ha conseguito la laurea al Mount Holyoke College (B.A., 1986), il master alla Northwestern University (M.A., 1990) e il dottorato di ricerca all'Università della California, Davis (Ph.D., 1994). Ha trascorso periodi di studio anche nel Regno Unito, presso l’Università di Oxford ed è una storica di scienze e medicina. Si è anche occupata di storia dell'alchimia, della magia e dell'occulto.
Professoressa di storia, insegna storia europea a e storia delle scienze  alla University of Southern California. Ha pubblicato due saggi di storia: Le conversazioni angeliche di John Dee: cabala, alchimia e fine del mondo (pubblicato in inglese nel 1999 e in italiano nel 2021), The Jewel House: Elizabethan London and the Scientific Revolution (2007).
Nel 2011 pubblica il suo primo romanzo, Il libro della vita e della morte. Primo libro della trilogia delle anime, ll libro della vita e della morte è un romanzo storico che narra la storia di una strega dei tempi moderni che inavvertitamente chiama un antico manoscritto incantanto alla Biblioteca Bodleiana dell'Università di Oxford, attraendo in tal modo la spiacevole attenzione di un gruppo di magiche creature che vivono tra gli umani, incluse altre streghe, demoni e un antico vampiro francese di 1500 anni. Il romanzo ha esordito al secondo posto nel The New York Times Best Seller hardcover fiction list ed è stato venduto in circa 34 nazioni. Il libro è stato descritto come "una sofisticata favola per adulti" dal San Antonio Express-News. Il secondo romanzo della serie, L'ombra della notte, fu pubblicato un anno dopo, divenendo il numero uno nella lista del The New York Times Best Seller. Il terzo romanzo della serie, il bacio delle tenebre, è stato pubblicato il 15 luglio 2014 negli Stati uniti d'America, nel Regno Unito, in Canada e in Irlanda. 

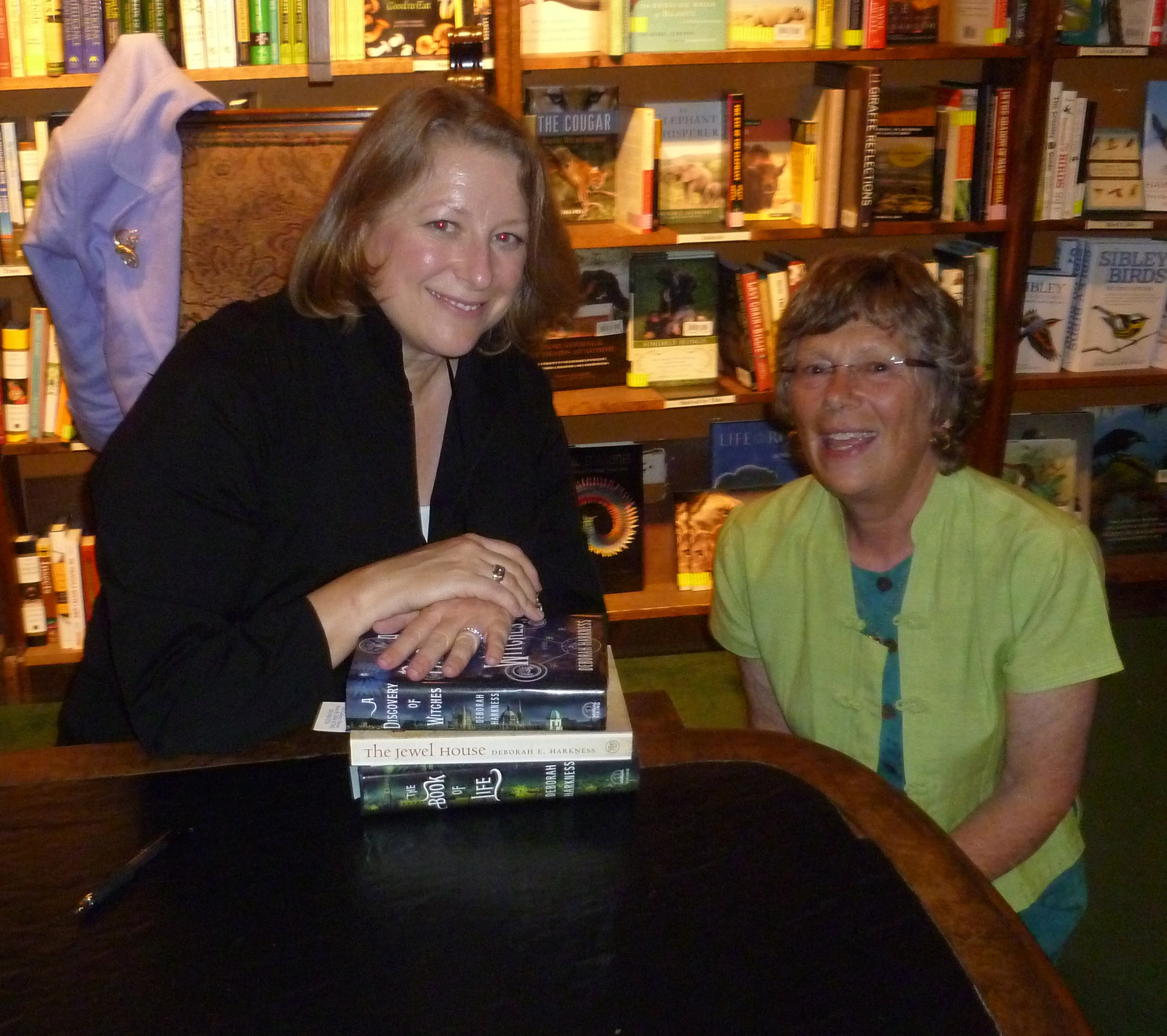
Deborah a una firma di copie, agosto 2014

Nel maggio 2018 ha pubblicato il libro guida The World of All Souls: The Complete Guide to A Discovery of Witches, Shadow of Night, and The Book of Life (All Souls Trilogy), e nel settembre 2018 un libro di una serie differente, ma ambientata nello stesso universo, basato sui personaggi secondari dal titolo The All Souls Trilogy — Time's Convert. Il protagonista del libro è Marcus Whitmore, il figlio vampiro di Matthew Clairmont.
Harkness è la produttrice esecutiva della serie televisivaBad Wolf basata sul suo romanzo, A Discovery of Witches - Il manoscritto delle streghe.

## Vita privata
Vive nella Southern California dove insegna.

## Opere

### Romanzi

#### All Souls Trilogy - Trilogia delle anime
- Il libro della vita e della morte, Edizioni Piemme, ISBN 978-88-566-2818-0.
- L'ombra della notte, Edizioni Piemme, ISBN 978-88-566-3049-7.
- Il bacio delle tenebre, Edizioni Piemme, ISBN 978-88-566-4786-0.

##### All Souls Series: All Souls trilogy Sequel
- Il figlio del tempo, Edizioni Piemme, ISBN 978-8856670967
- L'oracolo di Ravenswood (The blackbird oracle), 2024, Edizioni Piemme, ISBN  978-88-566-9333-1

### Altri libri
- Le conversazioni angeliche di John Dee: cabala, alchimia e fine del mondo (John Dee's Conversations with Angels: Cabala, Alchemy and the End of Nature) trad. di Alessio Rosoldi, Edizioni Mediterranee, Roma, 2021., ISBN 978-0-521-62228-8, OCLC 39748178.
- The Jewel house of art and nature: Elizabethan London and the social foundations of the scientific revolution, ISBN 978-0-300-11196-5, OCLC 226002129.[6]

### Articoli giornalistici
- A view from the streets: women and medical work in Elizabethan London, vol. 82, DOI:10.1353/bhm.2008.0001.

## Riconoscimenti
- Menzione speciale al Longman-History Today Awards Book Prize, primavera 2009
- Premio Pfizer per il miglior libro in storia della scienza, History of Science Society, autunno 2008
- Premio John Best Snow per il miglior libro di studi britannici, North American Conference on British Studies, autunno 2008
- Premio per il miglior libro, Pacific Coast Conference on British Studies, primavera 2008
- Premio alla carriera NIH/NSF, National Science Foundation Senior Scholar's Award, 2001–2002
- Premio Derek per il miglior articolo, History of Science Society, 1998
- Premio Nelsonper il miglior articolo, Renaissance Society of America, 1997